# Americhernes guarany
Americhernes guarany es una especie de arácnido  del orden Pseudoscorpionida de la familia Chernetidae.

## Distribución geográfica
Se encuentra en Paraguay.